# Valdez (Venezuela)
Valdez is een gemeente in de Venezolaanse staat Sucre. De gemeente telt 39.000 inwoners. De hoofdplaats is Guiria.